# 全国黒人カトリック会議
全国黒人カトリック会議（ぜんこくこくじんかとりっくかいぎ、National Black Catholic Congress）は、アメリカ国内の黒人カトリック教徒の相互扶助と黒人への布教を目的とする団体である。まだ人種差別が根強かった19世紀末に設立された。